# Thelogorgia vossi
Thelogorgia vossi is een zachte koraalsoort uit de familie Keroeididae. De koraalsoort komt uit het geslacht Thelogorgia. Thelogorgia vossi werd in 1991 voor het eerst wetenschappelijk beschreven door Bayer. 